# Sonja Ortiz
Sonja Ortiz (* 1988 in Deutschland) ist eine deutsche Schauspielerin, Sprecherin, Regisseurin und Produzentin.

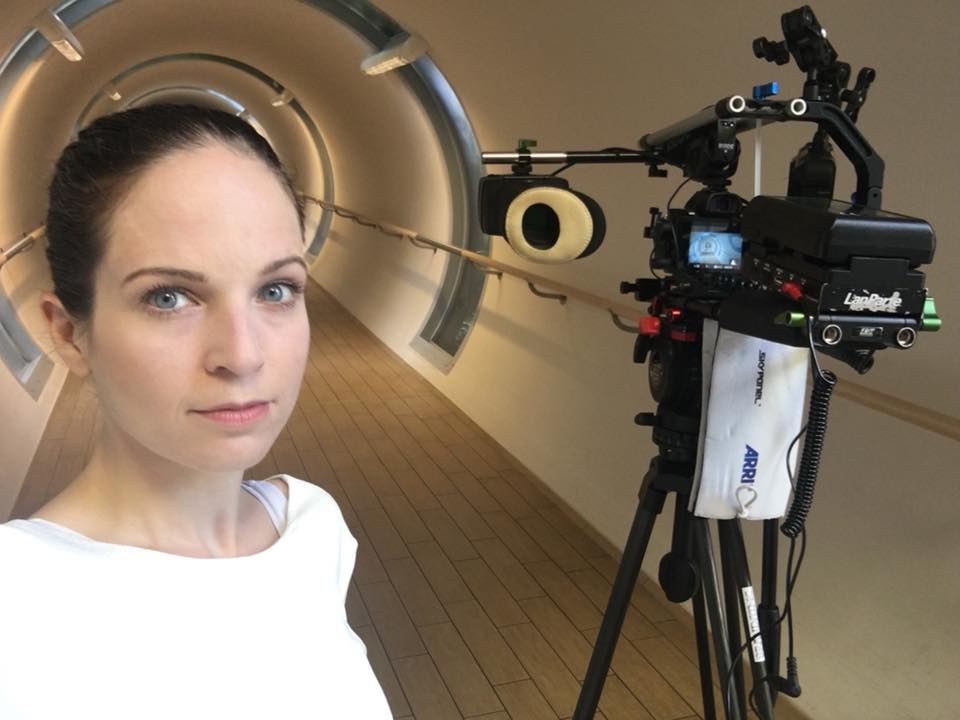
Selbstbildnis Sonja Ortiz

## Werdegang
Ihre Ausbildung machte sie von 2006 bis 2009 am La Casona, Formación Investigación Teatral in Barcelona und an der Coaching Company Berlin. Zudem studierte sie Filmwissenschaften an der Freien Universität Berlin, wo sie auch als Dozentin für Film tätig ist. Die Kunst des Drehbuchschreibens erlernte sie als ausgewählte Teilnehmerin des Drehbuchprogramms der UFA. Im Jahr 2015 gewann Ortiz mit der Theatergruppe PlayBack im Rahmen des Grimme Online Award den Klicksafe Preis.
Nach dem Studium in Barcelona und Berlin wurde sie in die Meisterklasse für Regie am Kazan Methodika Theatre Festival in Russland berufen. Ortiz wirkte in mehreren Kurz- und Spielfilmen und etlichen Theaterproduktionen mit. Parallel hierzu begann sie als Sprecherin insbesondere für mehrere Serien. Ein Schwerpunkt bilden hierbei Produktionen des Anbieters Netflix. Im Spielfilmbereich sprach Ortiz die Rolle der Julianne (gespielt von Oona Castilla Chaplin im Film The F-Word – Von wegen nur gute Freunde!). In der Serie Orange Is the New Black lieh sie ihre Stimme der „Young Miss Rosa“ die von Stephanie Andujar verkörpert wird. Im Jahr 2016 führte sie zum ersten Mal Regie im Kurzfilm Supay – eine Geschichte über ein lesbisches Paar in Peru. Als Regieassistent wurde Ortiz dabei von dem vor allem im spanischen Raum bekannten Christhian Esquivel unterstützt. Im Jahre 2018 wurde sie für die Meisterklasse von Werner Herzog zu einem Workshop im Amazonasgebiet von Peru ausgewählt. Es folgten die Kurzfilme Porque Bailamos und Thrymskvida. Ihr Langfilmdebüt Mutantin in Co-Regie mit Amor Schumacher feierte auf dem Filmfestival Max Ophüls Preis 2025 Premiere. 2025 gründete sie zusammen mit Emilio Urbay das Performance Duo Chicha Express.

## Filmografie
- 2011: Traumfabrik[21]
- 2012: Jugendliebe
- 2012: Töte mich im Traum
- 2014: Klicksafe – Immer Online (5 Internetfilme)
- 2015: 12 Thesen
- 2018: Supay. Internet Movie Database, abgerufen am 12. August 2025.

## Theater
- 2009 La Cuína & Teatro La Casona Morty, Bubulina & Cocaína[22], Lassie, R: Fernando Griffell
- 2010 La Virgen Barcelona Con tu propio miedo, Ana, R: Jorge Zanzio
- 2010 Eigenreich Berlin Zuckerfabrik, Concepción Blaquier, R: Agustin Martinez[23]
- 2011 La Virgen Barcelona Dime quien soy!, Laura, R: Sonja Ortiz
- 2011 Kunsthaus Tacheles Berlin Con tu propio miedo, Ana, R: Jorge Zanzio
- 2012 Museumsinsel Berlin Die Criminalisten, Bettlerin, R: Julia Dubslaff
- 2012–2013 Varia Vineta Däumelinchen, Däumelinchen, R: Olga Parkhomchuk
- 2013 Diverse Bühnen, Tournee in Hunan, China Jall´pa t´iwu / Fine sand, Pachamama, R: Sonja Ortiz/Andrea Pani Laura
- seit 2013 Theatergruppe Playback Berlin Gefällt mir, Amine, R: Bjorn de Wildt[24]
- seit 2013 Die Criminalisten Berlin Der Dichter und die Tänzerin, Svetlana Kubsch, R: Julia Dubslaff
- seit 2015 Theatergruppe Playback Berlin LOG IN, Sara, R: Bjorn de Wildt
- seit 2019: La Dama De Nazca/Maria fegt die Wüste (Theaterstück über Maria Reiche)[25][26]
- seit 2024: Taruka sucht den Regen[27]
- seit 2024: Momento Moche[28][29]

## Sprecherin
- 2009 Carmen Navy CIS Staffel 6 Folge 5[30]
- 2013 Julianne The F-Word – Von wegen nur gute Freunde! (in einigen Ländern „What if“), Christa Kistner Synchronproduktion GmbH[31]
- 2014 Adelita Weeds TV-Serie, Arena Synchron[31]
- 2014 Rosa LONGMIRE TV-Serie, FFS[31]
- 2014 Chicago Fire TV-Serie, Arena Synchron[32]
- 2014 Lourdes Gang Related[31]
- 2014 Free Birds Kinofilm, FFS[32]
- 2015  Young Miss Rosa Orange is the new black Netflix-Serie, Studiofunk[31]
- 2015 Christina Bloodline, Netflix, Berliner Synchron[31]
- 2015 Süsskind Kinofilm, BSG[32]
- 2016 Charlene 11.22.63 – Der Anschlag
- 2019 Esperanza Garcia / Ultraviolet The Flash
- 2023: Navy CIS für Becca Q. Co als Gwen Yong

## Regiearbeit
- 2018: Supay (Regiedebüt)[32][33]
- 2020: Tell me[34][35]
- 2020: Wise Women’s World[36][37]
- 2022: Why do we dance?[38]
- 2023: Thrymskvida[39][40]
- 2025: Mutantin[41]

## Auszeichnungen
- 2013 Best Style Award für „Jall´pa t´iwu“, Tanztheaterproduktion, Festival Zhangjiajie, China[42][32]
- 2015 Grimme Online Award – klicksafe Preis für die Theaterstücke LOG IN und GEFÄLLT MIR[32][43]